# 10A busz (Miskolc)
A miskolci 10A jelzésű busz a Tiszai pályaudvar és a Drótgyár kapcsolatát látta el. A járatot az MKV üzemeltette.

## Története
A járatnak mindössze kétszer változott az induló végállomása, de célvégállomása állandóan a Drótgyár volt.
1973-ban a Búza tértől, majd 1976. január 2-től a Tiszai pályaudvarról indult. Végül 1977-ben a járat megszüntetésre került.